# Damalis maculata
Damalis maculata là một loài ruồi trong họ Asilidae. Damalis maculata được Wiedemann miêu tả năm 1828.